# Friedrich Eduard Meyerheim

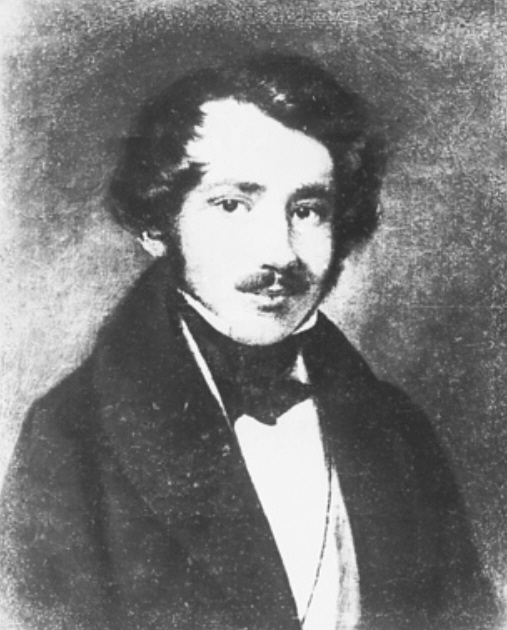
Friedrich Eduard Meyerheim

Friedrich Eduard Meyerheim (* 7. Januar 1808 in Danzig; † 18. Januar 1879 in Berlin) war ein deutscher Maler.

## Leben
Meyerheim gehörte einer aus Danzig stammenden Künstlerfamilie an. Der Vater Karl Friedrich Meyerheim war ein Dekorations- und Porträtmaler, der ihn auch zunächst ausbildete.
Friedrich Eduard Meyerheim kam nach anfänglichen Studien beim Architekturmaler Johann Adam Breysig in der Kunstschule seiner Vaterstadt 1830 nach Berlin, wo er sich an der von Johann Gottfried Schadow geführten Akademie weiterbildete. Eduard Daege und Johann Gottfried Niedlich waren seine Lehrer. Nach Abschluss des Studiums durchwanderte Meyerheim mit seinem Freund, dem späteren Oberhofbaurat Heinrich Strack, die Mark Brandenburg und fertigte zahlreiche Architekturzeichnungen an, insbesondere von Kirchen und Backsteinbauten. Sein erstes selbständiges Gemälde Schützenfest westfälischer Bauern (auch Der Schützenkönig) von 1836 erwarb Konsul Wagener, aus dessen Nachlass es in die Sammlung der Nationalgalerie Berlin kam.
Unter dem Einfluss der Düsseldorfer Malerschule malte er zwischen 1833 und 1841 eine Anzahl romantischer Genrebilder. Fortan widmete er sich ausschließlich der Darstellung des bürgerlichen und bäuerlichen Lebens. Diesem hatte er inzwischen schon einige Motive entnommen, etwa in dem Bild Der Schützenkönig von 1836. Westfalen, Altenburg, Thüringen, Hessen und der Harz waren seine bevorzugten Studienfelder. Seine Genrebilder zeichnen sich durch ein emailartiges Kolorit aus. 1836 heiratete er Caroline Friederike Drake (1808–1874), die Schwester des Berliner Bildhauers Friedrich Drake. 1838 wurde Meyerheim Mitglied der Akademie der Künste in Berlin. 1850 erhielt er den Professortitel. Seit 1870 lähmte ein schweres Nervenleiden seine künstlerische Tätigkeit.
Der Sohn Paul Meyerheim hat seinen Vater 1877 in einem meisterlichen Gemälde porträtiert, das in das Museum der Stadt Danzig gelangte.
Friedrich Eduard Meyerheim starb 1878 im Alter von 71 Jahren in Berlin und wurde auf dem Alten St.-Matthäus-Kirchhof in Schöneberg beigesetzt. Das Grab ist nicht erhalten geblieben.
Am 20. Januar 2019 wurde eine Folge der Sendung Lieb & Teuer des NDR ausgestrahlt, die von Janin Ullmann moderiert und im Schloss Reinbek gedreht wurde. Darin wurde mit der Gemälde-Expertin Barbara Guarnieri 21 Skizzen von Meyerheim besprochen.

## Werke (Auswahl)

„Rastender Jäger vor Danziger Bucht“
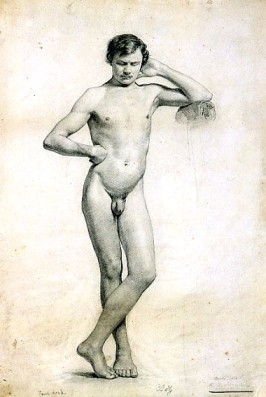
„Stehender männlicher Akt“
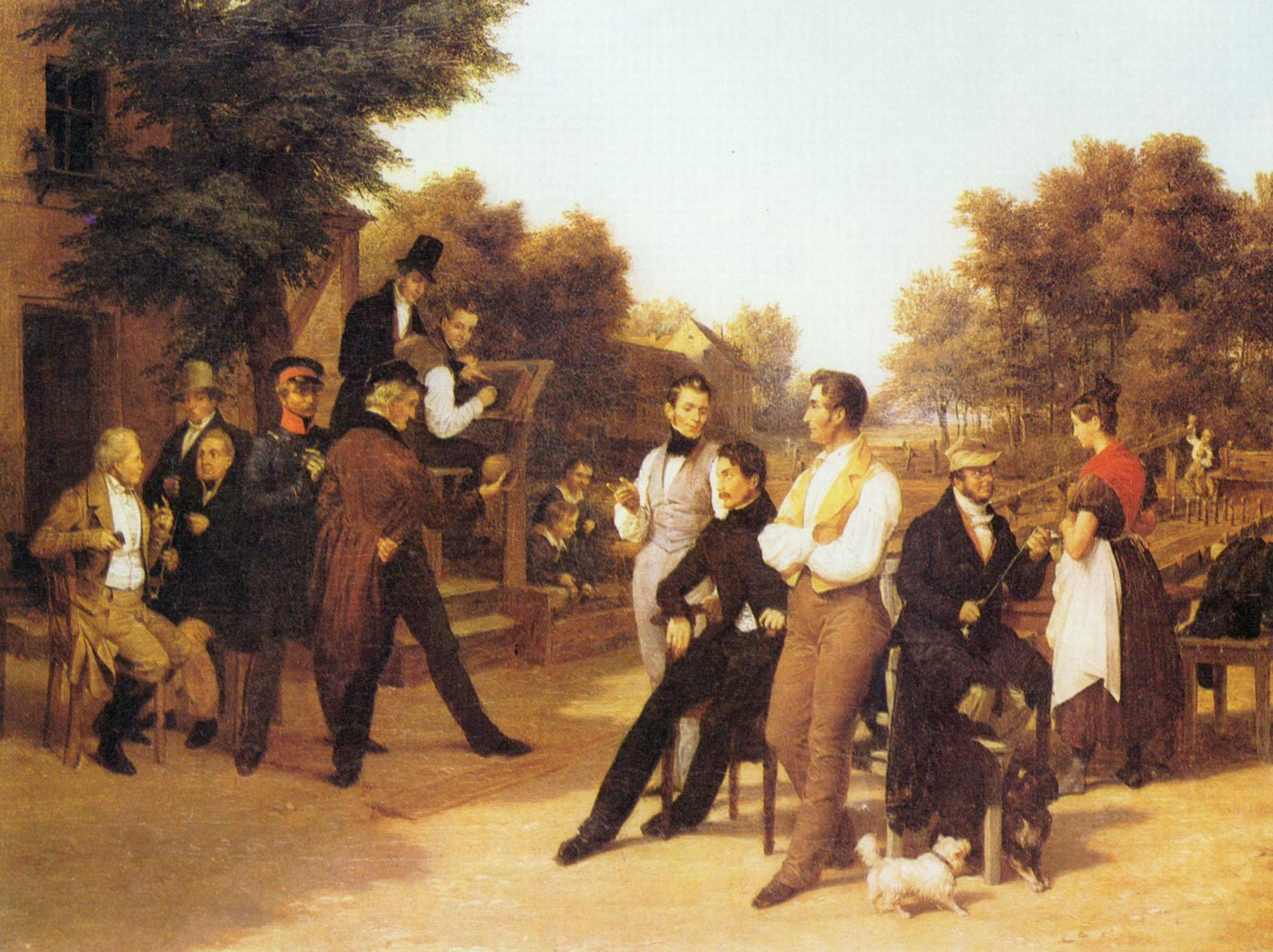
„Die Kegelgesellschaft“
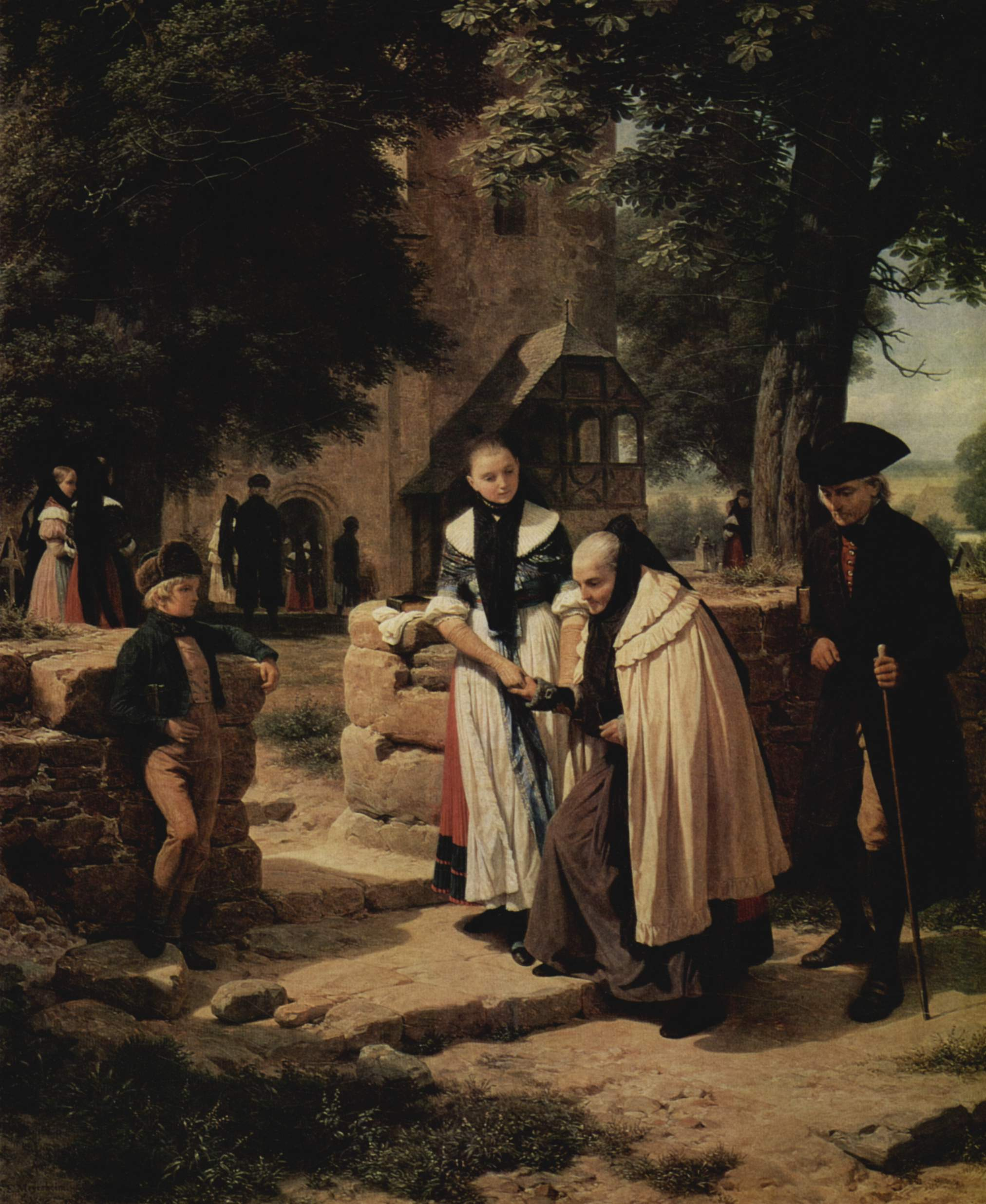
„Braunschweiger Bauern beim Kirchengang“
„Rückkehr vom Feld“
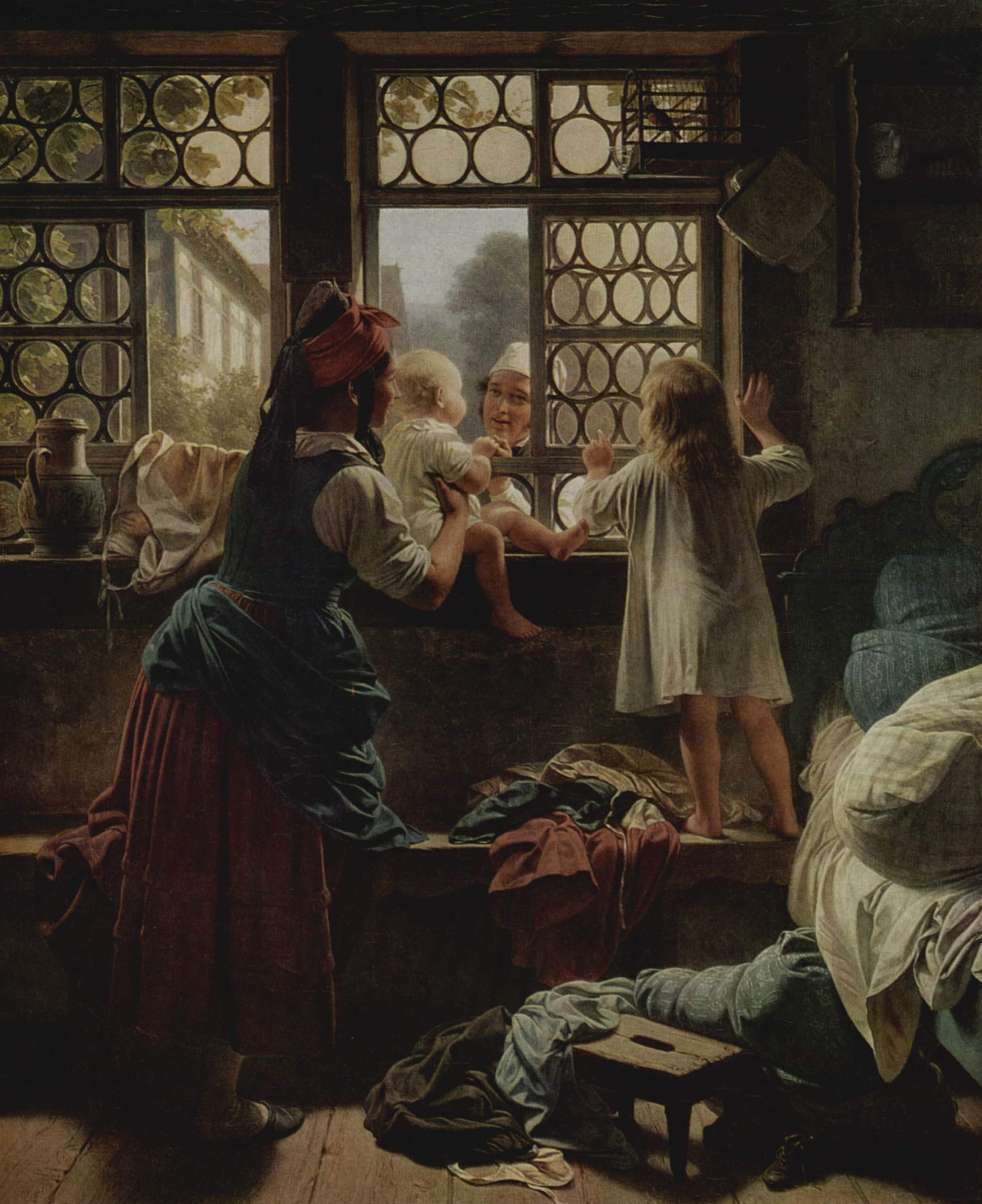
„Guten Morgen, lieber Vater“

- Danzig in seinem Innern und Außern. 1832, zehn Ansichten, nach der Natur gezeichnet und lithographiert
- Die Architektonischen Denkmäler der Altmark Brandenburg.1833, mit Heinrich Strack und einem Text von Franz Kugler

## Die Künstlerfamilie Meyerheim
Sein Bruder Wilhelm Meyerheim (1815–1882) malte kleine Genrebilder, Pferdestücke und Manöverszenen in glatter Ausführung. Sein Bruder Gustav Adolf Meyerheim (1816–1894) blieb als Dekorationsmaler in Danzig, der dritte Bruder, Hermann Meyerheim (1828–1903), hat Architekturstücke und Marinen gemalt. Seine Söhne Franz Eduard Meyerheim (1838–1880) und Paul Friedrich Meyerheim (1842–1915) waren seine Schüler.